# Полача (Книн)
Полача је насељено мјесто града Книна у сјеверној Далмацији, Шибенско-книнска жупанија, Република Хрватска. Према прелиминарним подацима са последњег пописа 2021. године у месту је живело 155 становника.

## Положај
Налази се 7 км југоисточно од Книна, у подножју Динаре.
У окружењу Полаче насељена места су: на истоку Кијево, на југу Марковац, Риђане и Орлић, на западу Бискупија и Топоље, на северозападу Браловци и Голубић, и на северу босанска села: Грахово, Обљај, Лука, Корита, Пеуље, Црни Луг, Казанци, Сајковићи и Уништа. Куће су у групама, по племенима, без икаква реда, по дну стране, ради лакшег живљења.
Са северне стране села налази се огранак Динаре Пљешевица, са висином изнад морске површине око 1000 м, те планина Динара са надморском висином од 1830 м. Источно од села је Сиво Брдо, са надморском висином од 700 м. Са јужне стране села је планина Козјак, са највишим врхом Бат, висине 1206 м и Паково Брдо, високо 642 м. Западно од села су Оштре главице, високе око 460 м и Алин кланац, висок око 390 м.
Цело село са свим засеоцима у односу на околне планине и брда је у удолини. Смештена између тако високих планина и брда, села Полача и Турић су у ствари на средње заталасаној висоравни. Просечна надморска висина свих заселака је 460 м.
Изузетак по надморској висини чини Подинарје. У подножју Динаре, засеоци су на висини од око 200 м, док су Костића и Корића куће на висини од око 1000 м.

## Територијална подјела Полаче
Село Полача састоји се од: Велике Полаче, Мале Полаче и Полачког Подинарја. Са Великом и Малом Полачом, Полачким Подинарјем и Турићем чине целину. Претходни називи су остали трајни. Међутим, скоро увек у обичном разговору тај се простор код мештана увек звао Полача.
Засеоци Маглов и Миливојевић до 1945. год. припадали су Великој, а након окончања Другог светског рата, та два засеока припојена су Малој Полачи. Издвајање и припајање ова два засеока извршили су сеоски СКОЈ-евци. По њиховој оцени, та два засеока су „заслужна“ да се припоје Малој Полачи, пошто је Мала Полача по њиховој оцени више „комунистичка“ и због већег броја учесника у партизанима, док је Велика Полача имала већи број ратника у четницима.
Међутим, из Маглова и Миливојевића, као и из обе Полаче и Турића, било је учесника у рату и у четницима и у партизанима. У Малој Полачи већина учесника рату била је у партизанима.

## Историја
Полачу у раном средњем веку су населили Срби, и то још пре него што су цар Душан „Силни“ и српски краљ Твртко Котроманић (1353 – 1377. бан, а 1377 – 1391. краљ Босне и Србије) проширили своје царство до Трогира, Шибеника, Бенковца. Део средњовековне српске покрајине Травуније својим ободом допире до Книна.
Долазак Османлија и пад Србије 1459, Босне 1463. и Херцеговине 1482, условљавају српско становништво да се на ове просторе досељава у већем броју.
У Турићу је постојала још старија српска православна црква од ове, а њезини остаци, као и мало гробље близу куће Билбије, и сада су видљиви. Ову цркву су срушили и уништили Турци, када су освојили овај део Далмације.
Билбија Јела и Аница „Пекезовић“ причале су да се ова црква у Турићу звала „Велике Задушнице“, да је саграђена за упокојење душа умрлих.
Село Турић добило је име по Турцима који су ту имали своје упориште, после пада Босне и упада у Далмацију – ради даљих освајања.
На простору Полаче и Турића при досељавању, затекли смо густу вишевековну шуму, веома дебелог храста, цера и мање бора. Шума је временом искрчена, а земљиште је култивисано за обраду. Остали су називи Гајине, Церови. То су њиве које се сада ору. Затим Борова Глава, изнад кањона Крчића, код Дикоњине и Танке драге.
Доласком Османлија и падом, Србије, Босне, Херцеговине, садашњи становници Полаче, овде су затекли своје сународнике по вери, цркви и нацији, као на пример Деботиће и Станковиће који су ту живели од раније, тј. од одласка на Балкан.
Остаци кућишта Деботића и Станковића се и сада виде. Налазе се на ободу веће и мање ливаде испод главице Маријануше, а са источне стране. Маријануши се стиже из Миливојевића, преко Ћукове главице, кроз Велико и Мало „Репиште“ (ливаде, вртаче од 0,5 до 1 хектара). На велико кућиште са северне стране се наставља мала зараван Ражовиште. Поменути терени су добили име житарица, које су Деботићи и Станковићи ту сејали. Имали су баште, ливаде и ограђену шуму под називом тих презимена. Тако се и сада зову.
Аустро – Угарска, тј. Аустрија и Мађарска прихватају српско становништво, православне хришћанске вероисповести и густо га насељавају у широком захвату реке Крке, Уне, Купе, Горског Котара (српске Моравице), затим реке Саве у Славонију између Саве и Драве и средњег тока Дунава, као и Беле Крајине у Словенији. На тај начин Аустро – Угари формирали су кордон (зид, бедем) од даљег продора ислама, како у ове две државе, тако и у средњу Европу. Овим је формирана у историји позната војна Крајина. Полача и Турић верно су служили аустријској монархији и њиховој царевини.
Полача се од распада Југославије до августа 1995. године налазила у Републици Српској Крајини. Током агресије на РСК, августа 1995. године хрватска војска заузела је Полачу протеравајући готово сво српско становништво.
Борбе са Турцима
Иако су у Полачу и Турић дошли ближи преци, бежећи од Турака, борбе са Турцима нису престајале. Турићки засеок Тутуши добио је име од израза „скупи се“, „стутуши се“, тј. сакриј се. Засеок Чеко значи „чекај“. Оба засеока су близу. Терен је јако погодан за сачекивање и изненадни напад.
Тутуши би смело и одважно напали турски караван. Чеке су са Тутушима увек чекале погодан час. Били су предвођени Нићом, Мандушићем и другим харамбашама.
Ова два засеока су вјешто организовали остале засеоке за сачекивање и сечу Турака, на путу Турић – Мостинова драга – Дулиба – Превија – Кривајице – Самар. Тим правцем Турци су се кретали из Босне и назад.
Са колена на колено се преносило да су Радиновићи и Лазићи, као најближи Чекама и Тутушима, на дати знак прискакали у помоћ борбама са Турцима.
У једној вртачи на Ћуковој главици, подаље од турског пута и ока, радио је вигањ (место где ковач припрема железо за ковање). Ковач је ковао и поправљао оружје и пољопривредне алатке. Вртача, ковач и вигањ су у близини Попиновића ланишта и густерне на Ћуковој главици, код Миливојевића.
Попова долина налази се у кршу, идући од Миливојевића кроз „Пену“ ка Танкој драги. Долина је у шуми, скривена од путева и пролаза. У овој долини поп нам је држао литургију, док би Турци узалудно вршили потере.
Полачки хајдуци
Међу најпознатијим полачким хајдуцима био је Нића Миливојевић од оца Саве. Име му је било Никола. По овом хајдуку, мештани Полаче овај засеок зову Нићићи.
У селима Прекаја, Љесковица, код Дрвара, постоји фамилија Миливојевић, из Полаче. Овде је Нића код тетке чувао козе. Текла му је седамнаеста година око 1700. године. У Прекају дођу хајдуци и затраже од Нићине родбине да им да тога развијеног и снажног момка у дружину. Тетка није пристала. Нића, одрастао уз гусле и чобанске свирале, пође у хајдуке, мимо теткине воље.
Прво борбено крштење млади хајдук Нића имао је са Турцима у Јеловим долинама које се налазе недалеко од Сјединоваца (Бачије), на северној страни Динаре. Ту су хајдуци сачекали турски караван, који се враћао из приморја, после трговине.
Турски караван мирно је распремљен и припремљен за одмор. На заповест харамбаше, отпочео је хајдучки напад и сеча. Турци поскачу на коње, један се усмерио на харамбашу. Харамбаша опали танку пушку, па кубуру, и не погоди. У дружини је имао кума, па закука: „Удри куме, и по богу куме!“ Кум није погодио. Видећи то, Нића скочи из грма пред коњаника, те му коња прободе, опали кубуру и Турчина у брк погоди.
Овде су Турци потучени. Плен је однет, а харамбаша је Нићу посинио. Посиновљење је обавио полачки поп Нићифор у Поповој долини, пред крстом и упаљеним свећама у присуству Полачана, Турићана и хајдука.
Нића је добио чин бимбаше. Након десет година постао је харамбаша, јер је претходни престао хајдуковати услед старости. Нића је хајдуцима давао чинове, нпр. бимбаша, четобаша. У Полачи постоји презиме Баша. Из свих засеока Полаче и Турића Нића је имао хајдуке. Тако се помињу Пипо Ђаковић, Радул Радуловић, Јоја из Баша, Јандро Ђурић, Тадија Боснић, Бићан Вучковић, Ројан Мирковић, Сима Радиновић и Дмитар Црногорац.
Када су се понеки од хајдука нашли у некој невољи код Млетака, заувек се преселио у Босну. Тако су у Прекаји, Љесковици настали Миливојевићи, а у Обљају код Грахова Принципи.
Гаврило Принцип је 28. јуна 1914. године у Сарајеву убио аустроугарског престолонаследника Фрању Фердинанда. Гаврило Принцип је пореклом из Полаче. Кућа Принципових у Полачи била је у засеоку Чека. Гаврилов деда, Ђуро Принцип, је убио млетачког провидура, па се из Полаче одселио у Обљај код Грахова, испод планине Обљај, далеко од Полаче око 25 км.
Риза Ширбеговић
Прочуо се бег Риза Шербеговић као окрутан Турчин, све до Полаче. Седиште беговата било је у Кључу.
Нића са хајдуцима из Полаче, преко Прекаје, Љесковице, Клековаче и Срнетице, стигне у рејон Кључа. Бег Риза се дао у скупљање харача. Док су харачлије од раје купили „ушур“, Риза се одмарао у хладовини са супругом Ајшом и мањом пратњом. Хајдуци искористе тренутак, изврше препад и посеку Ризу и пратњу, а Ајшу отму и однесу у Прекају – Љесковицу.
Алин кланац
Превој који се налази западно од Полаче према Книну, зове се Алин кланац. Преко кланца води стари, и нешто западније нови пут за Топоље и Книн. Кланац је обрастао смреком и трњем. Погодан је за изненадне нападе.
Полачки хајдуци на кланцу, у заседи, сачекају Турке са караваном, који се враћао из Задра преко Книна у Турић. У борби погине вођа каравана Алија, а кланац се од тада зове „Алин кланац“.

## Религија, култура, обичаји
У мјесту се налази Српска православна црква Св. Апостола Петра и Павла из 1458. године. На подручју села су снимани југословенски филмови: Вучари Доње и Горње Полаче, Браћа по матери и Вирџина.
Црвена капа (кићанка, далматинска или личка капа) је карактеристичан део мушке ношње. Покривач, „дно“ капе је црвена риза (сукно), а ресе се израђују од црне свиле.
У народу овог краја популарна је интерпретација да црвена риза одозго значи крв на Косову. Приче о српској капи и српском Косову, код старијих Полачана и Турићана, биле су честе и са посебним пијететом чуване, као и у патријархалној Црној Гори.

## Школа
Школа у Полачи је саграђена 1800. године, од када почиње са радом. У овој школи и селу, све до 1941. године помињала се „буквица“, тј. буквар Доситеја Обрадовића. Овај српски просветитељ радио је у селу Плавну и Орлићу.
Школа у почетку није била обавезна. Прво је имала четири разреда, а између 1920. и 1941. имала је шест разреда, тј. школовање ученика у овој школи трајало је четири године, а од 1920. године, настава је трајала шест година за сваку генерацију. Почетна добровољна школа постала је обавезна од 1927. године. Међутим, на молбу и захтев родитеља, и после 1927. ученик је бивао ослобођен од школовања. Одлуку о непохађању доносио је учитељ. Школа је у периоду од 1925. до 1941. имала до 180 ученика.
Школа је саграђена од камена. Имала је једну учионицу, величине око 30 м², затим ходник и двособан стан са кухињом, за учитеље, све под једним кровом. Учионица је имала шест застакљених прозора. Клупе у учионици су биле у два реда. У клупи је седело по шест ученика.
У почетку, школа је имала само једног, а после 1930. године, два учитеља. Настава је била мешовита. За први и други разред у једној, а за трећи и четврти разред у другој смени. У школи су одржавани и часови веронауке.
Школа је имала два школска дворишта у квадрат, међусобно спојена, велика око један хектар, са више ораха, засађених у редове. У школском дворишту се налази и школска густерна питке воде за децу, учитеља и свештеника. 1937. године у школи је саграђен савремени нужник.
У центру села се налазила, поред школе, цркве, Браскове куће и жандармеријска станица у кући Лакановића, затим продавница, а после 1965. и пошта.
После 1955. године у Полачи је отворена још једна школа за децу Мале Полаче у Радуловићима, а једна у Подинарју на Кампу у Мирковићима.
Ове три школе, убрзо су од осмогодишњег, остале на четворогодишњем школовању. Деца су по завршетку четвртог разреда путовала у Книн за завршетак осмогодишњег школовања.

## Сточарство
Сточарство је било основни вид занимања и извор за живот. Захваљујући огромном простору од око 100 km² за испашу, стоку је било могуће држати. Највише су гајене овце, па козе, затим говеда, коњи, магарци и свиње.
Посебне богатије куће са стоком биле су у Подинарју. Истицали су се Шпалетићи, Костићи и Бумбићи. Крајем лета у августу, са храста и јасена, сечене су гране, денуле се у стогове, тзв. лишњаке, за зимско храњење стоке.

## Грађевинарство
Све сеоске куће су грађене од камена. Дебљина зидова је око 90 цм. Покривене су каменим плочама и немају плафон, а ни влагу.
Сви објекти су зидани на благом нагибу или равном камењару, где није обрадиво земљиште, што значи да је свака стопа обрадивог земљишта рационално коришћена. Куће су имале три до четири просторије, обично одвојене.
Гувна
Грађена су поред појата у виду круга. Пречник гувна је око 20 м. Поплочана су каменим таблама. На средини круга налази се дрвени стуб, висок изнад земље око 120 цм. Стуб се зове стожер. За стожер се вежу два до три коња на уже, дуго 9 до 10 метара. Везани коњи се потерају да трче укруг, око стожера. Уже се намотава на стожер до краја, коњи се откаче, окрену, па опет у круг, прво одмота, па опет намота на стожер. Пре ове радње која се зове вршидба жита, на гувно се ставе снопови житарице.
Након вршидбе са вилама и грабуљама се одвоји слама од жита, а затим се жито на ветру са лопатом превејава, да би ветар однео плеву.
На гувну се комушао кукуруз, тј. ручно се скидала љуска са клипа. На далматинском сунцу (михољско лето) сушили су се клипови кукуруза. После сушења, пет до седам момака узимају мотке од сировог јасена, витке и дуге до два метра, па би их тукли по кукурузу, који се постави насред гувна у виду хумке. За два сата рада група људи може да окруни до десет тона кукуруза.
На гувнима се свадбовало, играло и певало, на верским празницима и крсним славама, а преко лета и спавало.
Гувна су држала два до три брата, као заједничка добра, након дељења браће.

## Становништво
Према попису из 1991. године у Полачи је било 1.586 становника, међу којима је било 1.577 Срба, 5 Хрвата и 4 осталих. Према попису становништва из 2001. године, Полача је имала 134 становника. Према попису становништва из 2011. године, насеље Полача је имало 210 становника.
| Националност       | 1991. | 1981. | 1971. |
| Срби               | 1.577 | 1.467 | 1.819 |
| Југословени        |       | 85    | 5     |
| Хрвати             | 5     | 6     | 6     |
| Црногорци          |       | 1     | 1     |
| остали и непознато | 4     | 8     | 3     |
| Укупно             | 1.586 | 1.567 | 1.834 |

| Националност       | 1961. |
| Срби               | 1.030 |
| Хрвати             | 1     |
| остали и непознато | 2     |
| Укупно             | 1.033 |

| Националност       | 1961. |
| Срби               | 641   |
| Хрвати             | 5     |
| остали и непознато | 2     |
| Укупно             | 648   |

| Демографија | Демографија | Демографија |
| Година      | Становника  | Становника  |
| ----------- | ----------- | ----------- |
| 1971.       | 1.834       |             |
| 1981.       | 1.567       |             |
| 1991.       | 1.586       |             |
| 2001.       | 134         |             |
| 2011.       |             | 210         |

## Попис 1991.
На попису становништва 1991. године, насељено место Полача је имало 1.586 становника, следећег националног састава:
| Попис 1991.‍   | Попис 1991.‍ | Попис 1991.‍ | Попис 1991.‍ | Попис 1991.‍ |
| ------------- | ----------- | ----------- | ----------- | ----------- |
|               |             |             |             |             |
| Срби          | Срби        |             | 1.577       | 99,43%      |
| Хрвати        | Хрвати      |             | 5           | 0,31%       |
| Словенци      | Словенци    |             | 1           | 0,06%       |
| непознато     | непознато   |             | 3           | 0,18%       |
| укупно: 1.586 |             |             |             |             |

## Презимена
| - Андић — Православци, славе Св. Архангела Михаила - Баша — Православци, славе Св. Архангела Михаила - Билбија — Православци, славе Св. Луку - Боснић — Православци, славе Св. Димитрија и Св. Николу - Буква — Православци, славе Св. Димитрија - Вранић — Православци, славе Св. Димитрија - Вучковић — Православци, славе Св. Николу - Драгичевић — Православци, славе Св. Архангела Михаила - Држак — Православци, славе Св. Архангела Михаила - Ђаковић — Православци, славе Ђурђевдан - Ђурић — Православци, славе Св. Архангела Михаила - Ивекић — Православци, славе Св. Димитрија - Кнежевић — Православци, славе Св. Николу - Лазић — Православци, славе Св. Димитрија | - Маглов — Православци, славе Св. Димитрија - Малић — Православци, славе Ђурђевдан - Миливојевић — Православци, славе Св. Архангела Михаила - Мирковић — Православци, славе Св. Димитрија - Пећер — Православци, славе Св. Димитрија - Радиновић — Православци, славе Св. Димитрија - Радуловић — Православци, славе Св. Димитрија - Тица — Православци, славе Св. Николу - Тодоровић — Православци, славе Св. Димитрија - Тутуш — Православци, славе Св. Димитрија - Ћулић — Православци, славе Св. Димитрија - Црногорац — Православци, славе Св. Архангела Михаила - Чеко — Православци, славе Ђурђевдан - Чимбур — Православци, славе Св. Николу |

## Знамените личности
- У Полачи је рођен српски писац Јован Радуловић.
- Божо Чеко, погинули борац, припадник Милиције Крајине.